# Lucio Autronio Peto
Lucio Autronio Peto (en latín, Lucius Autronius Paetus) fue un político y militar romano de la República tardía que desempeñó el cargo de consul suffectus en 33 a. C.

## Biografía
Probablemente fue hijo del cónsul electo para el año 66 a. C., Publio Autronio Peto, quien no pudo asumir su magistratura al ser condenado por soborno electoral en junto con su colega electo Publio Cornelio Sila.
Alcanzó la magistratura suprema en el año 33 a. C. reemplazando a Octaviano, quien renunció a su cargo inmediatamente después de asumir la magistratura el 1 de enero. Autronio ejerció el consulado hasta mediados de ese año.
Procónsul de África posiblemente entre los años 29 a. C. y 28 a. C., celebró un triunfo en 28 a. C.